# Квитович, Дмитрий Константинович
Дмитрий Константинович Квитович (1923—1983) — майор Советской Армии, участник Великой Отечественной войны, Герой Советского Союза (1943).

## Биография
Дмитрий Квитович родился 15 января 1923 года в посёлке Шарловка (ныне — Козульский район Красноярского края). В 1940 году он окончил восемь классов школы. В августе того же года Квитович был призван на службу в Рабоче-крестьянскую Красную Армию. В 1941 году он окончил Новосибирское пехотное училище. С 1942 года — на фронтах Великой Отечественной войны. Принимал участие в боях на Волховском, Юго-Западном, Воронежском, Брянском, Центральном, Белорусском фронтах, семь раз был ранен. К октябрю 1943 года старший лейтенант Дмитрий Квитович был старшим адъютантом батальона 303-го стрелкового полка 69-й стрелковой дивизии 65-й армии Центрального фронта. Отличился во время битвы за Днепр.
16 октября 1943 года Квитович переправился через Днепр в районе посёлка Радуль Репкинского района Черниговской области Украинской ССР и принял активное участие в захвате и удержании плацдарма на его западном берегу. Его действия способствовали успешной переправе всего батальона.
Указом Президиума Верховного Совета СССР от 30 октября 1943 года за «образцовое выполнение боевых заданий командования на фронте борьбы с немецкими захватчиками и проявленные при этом мужество и героизм» старший лейтенант Дмитрий Квитович был удостоен высокого звания Героя Советского Союза с вручением ордена Ленина и медали «Золотая Звезда» за номером 2222.
После окончания войны Квитович продолжил службу в Советской Армии, был преподавателем в военных училищах, затем служил в военных комиссариатах. В 1955 году в звании майора он был уволен в запас. Проживал в Кемерово, работал мастером стройуправления «Кемеровоцентрстрой». Скончался 27 сентября 1983 года, похоронен в Кемерово.
Был также награждён рядом медалей.